# Dunlop Standard Aerospace Group
O Dunlop Standard Aerospace Group foi uma empresa aeronáutica formada em 1998 a partir dos activos do BTR Aerospace Group quando estes foram comprados pela empresa Doughty Hanson & Co.
Em 2004 a empresa foi vendida e dividida em duas partes. O Grupo Carlyle adquiriu a Standard Aero, agora conhecida como StandardAero. A StandardAero é uma empresa de manutenção aeronáutica com sede em Tempe, Arizona, Estados Unidos, e a Meggitt plc adquiriu divisão Dunlop Aerospace Design and Manufacturing.